# Министерство иностранных дел Шри-Ланки
Министерство иностранных дел Шри-Ланки руководит и управляет отношениями Шри-Ланки с другими странами. Министерство расположено в Здании Республики в Коломбо-форт.
Министерства было официально учреждено в 1948 году после завоевания независимости Цейлона как Министерство иностранных дел и обороны, подпадающее под непосредственный контроль премьер-министра Цейлона. В 1977 году правительство Джаявардена создало два отдельных министерства: Министерство обороны и Министерство иностранных дел. 
Министерство имеет 40 зарубежных представительств в том числе 13 высоких комиссий, 40 посольств, 2 постоянных представительства при Организации Объединенных Наций, 14 консульств и представительств. Оно обеспечивает консульскую помощь туристам Шри-Ланки, а также в области работы и учебы за рубежом.

## Структура
- Главное управление
- Отдел зарубежной администрации
- Консульский отдел
- Протокольный отдел
- Отдел связей с общественностью
- Отдел по экономическим вопросам
- Финансовый отдел
- ИТ-отдел
- Юридический отдел